# چودلی، تاسمانیا
چودلی (به انگلیسی: Chudleigh) یک منطقهٔ مسکونی در استرالیا است که در تاسمانی واقع شده‌است.